# Anni Brandt-Elsweier
Anni Brandt-Elsweier, geb. Anni Elsweier (* 2. März 1932 in Duisburg; † 1. September 2017 in Neuss), war eine deutsche Politikerin (SPD). Sie war von 1990 bis 2002 Mitglied des Deutschen Bundestages.
Sie studierte Rechtswissenschaften in Köln und war ab 1964 Rechtsanwältin, ab 1967 Richterin am Landgericht in Düsseldorf (bis 1990). 
1963 trat sie der SPD bei und wurde 1969 Mitglied des Rates der Stadt Neuss sowie 1975 (bis 1994) des Kreistages des Kreises Neuss. 1984–1993 war sie stellvertretende Bürgermeisterin der Stadt Neuss, 1984–1991 auch stellvertretende Landrätin des Kreises Neuss. Von 1990 bis 2002 war sie Mitglied im Deutschen Bundestag und gehörte dem Ausschuss für Familie, Senioren, Frauen und Jugend, dem Ausschuss für Wahlprüfung, Immunität und Geschäftsordnung, dem Wahlprüfungsausschuss sowie der Parlamentarischen Kontrollkommission (PKK) an.
Sie wurde 2002 mit dem Bundesverdienstkreuz Erster Klasse ausgezeichnet.